# Isla Santiago Aurrea
Isla Santiago Aurrea (en euskera Santiago Aurrea Uhartea y también conocido como Santiago Aurrera) es el nombre que recibe una pequeña isla fluvial que está situada en el río Bidasoa, municipio de Irún, provincia de Guipúzcoa, España. 